# ریپر (نرم‌افزار)
ریپر (به انگلیسی: REAPER) (مخفف Rapid Environment for Audio Production, Engineering, and Recording "محیطی سریع برای تولید آهنگ، مهندسی و ضبط کردن) یک نرم‌افزار محیط کار صوتی دیجیتال ساخته شده توسط شرکت Cockos است. نرم‌افزار کم‌حجم برای ویرایش حرفه‌ای اصوات است. این نرم‌افزار همچنین حجم بسیار کمی دارد و تعداد زیادی افکت و فیلتر را هم داراست. قابلیت پشتیبانی از ASIO، ویرایش آیتم‌های چندگانه MIDI، سبک سازی نوین با مخلوط کردن چند آهنگ در یک تراز، ویرایش و بهینه‌سازی ظاهر نرم‌افزار، ویرایش خطی فایل‌های صوتی متراکم، بهبود کیفیت و تنوع خروجی‌ها، پشتیبانی از پلاگین، ضبط کامل صدای مولتی ترک و MIDI و… از دیگر امکانات این نرم‌افزار به‌شمار می‌آیند. به کمک افزونه OSARA (Open Source Accessibility for the REAPER Application), Reaper برای کاربران صفحه‌خوان‌ها دسترسپذیر شده و کنترل‌های خوبی را به همراه دارد.